# Typha gezei
Typha gezei är en kaveldunsväxtart som beskrevs av Werner Hugo Paul Rothmaler. Typha gezei ingår i släktet kaveldun, och familjen kaveldunsväxter. Inga underarter finns listade i Catalogue of Life.